# Expansión afroasiática

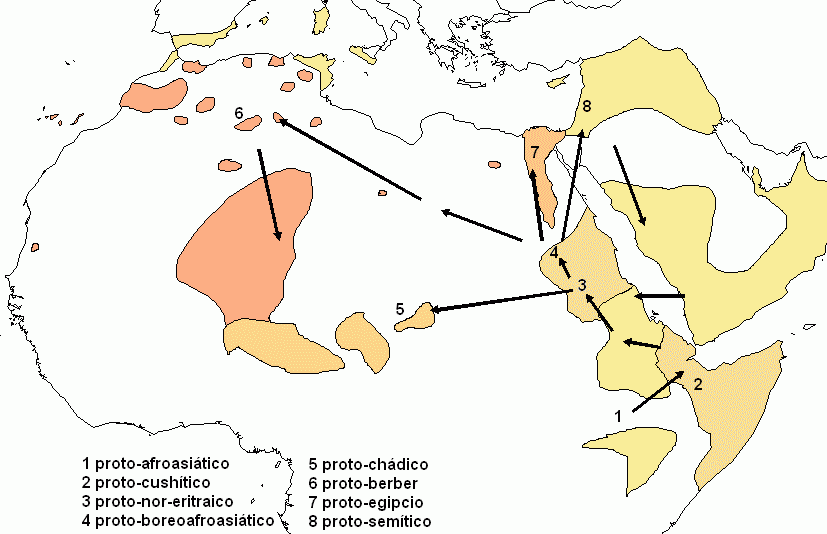
Mapa de lenguas afroasiáticas que muestra las rutas probables de expansión de pueblos afroasiáticos, de acuerdo con Ehret (1995).

La expansión afroasiática designa el proceso histórico-cultural y demográfico de difusión y migración de pueblos y culturas cuyos miembros eran hablantes de lenguas afroasiáticas, ocurrido en África y parte de Asia.
Este artículo resume la prehistoria reconstruida de los pueblos afroasiáticos: semitas, egipcios, bereberes, etíopes, cushitas, chadianos y omóticos durante el período en que todavía se estaban diferenciando unos de otros. Ya en el período estrictamente histórico, los pueblos afroasiáticos estuvieron asociados a los primeros imperios. Los egipcios, los acadios, los hebreos y otros pueblos importantes de Oriente Medio son pueblos afroasiáticos.

## Lenguas afroasiáticas
Las lenguas afroasiáticas son un conjunto de unas 250 lenguas extendidas por el norte y este de África, así como Oriente Medio. El término se debe a Joseph H. Greenberg (1963) que comparó el trabajo lingüístico previo sobre lenguas africanas y reestructuró la clasificación previamente llamada "familia" camítico-semítica. Debe evitarse usar el término camítico-semítico como sinónimo de afrosiático, puesto que aún coincidiendo en gran parte no son idénticos. En la clasificación de Greenberg algunas lenguas previamente como camíticas no parecían emparentadas con el resto, mientras que otras lenguas que habían sido excluidas de entre las camitas tenían importantes parecidos con la familia afroasiática. Es por eso que se redefinió por completa la familia y sus subgrupos y se le dio un nombre nuevo.
Las principales agrupaciones de los pueblos de la familia tal como fueron agrupadas por Ehret (1995) de acuerdo con el parentesco o cercanía entre sus lenguas es la siguiente:
Las lenguas afroasiáticas son una de las familias lingüísticas mejor estudiadas del mundo, ya que existen registros escritos en varias lenguas de la familia como el egipcio o el acadio que se remontan muy atrás en el tiempo.

## Paleontología lingüística de las lenguas afroasiáticas
La paleontología lingüística estudia la prehistoria de grupos lingüísticos a través del análisis del vocabulario comparado de las lenguas emparentadas. En particular la existencia de ciertos nombres de plantas, animales e innovaciones tecnológicas permite conjeturar sobre la cultura material de esos pueblos. La paleontología puede resultar útil en ausencia fuentes escritas, combinada con la evidencia arqueológica.
Inicialmente debido a la asociación de los semitas con numerosas religiones importantes a escala mundial ubicadas en Oriente Medio se buscó el origen de la misma en el propio Oriente Medio, sin embargo la evidencia comparativa no deja lugar a dudas sobre el origen africano de la misma. Durante milenios, pueblos que hablaban lenguas afroasiáticas extendieron su influencia desde las tierras altas de Etiopía, hacia el norte hasta llegar a Oriente Medio y hacia el oeste llegando a dominar culturalmente todo el norte de África. La historia de su progresiva expansión por el norte de África y Oriente Medio.
Las fases sucesivas en que la expansión tuvo lugar, han sido reconstruidas para dar cuenta de la clasificación en forma de árbol genealógico de la sección anterior.

### Primera fase: Estadio paleolítico
La reconstrucción del vocabulario, por medio del método comparativo ha permitido reconstruir parcialmente la protolengua o conjunto dialectos que dio lugar a la familia afroasiática. A esta protolengua originaria hipotética reconstruida se la conoce como proto-afroasiático (en lo que sigue el asterisco (*) marca los términos afrosiáticos hipotéticamente reconstruidos mediante el método comparativo).
El vocabulario más antiguo reconstruido del proto-afrosiático permite hacer las siguientes aseveraciones sobre el tipo de alimentos consumidos, el nivel de tecnología, los animales conocidos y por tanto, sobre el tipo de hábitat:
1. Conocían la harina (*dzayj-), desde antes de la fragmentación lingüística.
2. Recolectaban alimentos procedentes de los pastos (*`eyl- y *zar-).
3. Vivían un hábitat poblado por monos (*kwer-) y usaban cuchillos de piedra (*bayn-)

Sin embargo, para este primer período no pueden reconstruirse términos relacionados con la ganadería, el apacentamiento de animales o cultivo de algún tipo. Se conjetura que en ese estadio los pueblos afroasiáticos eran recolectores de grano de una cultura lítica, que no tenían animales domesticados ni practicaban ningún tipo de agricultura.
Algo más tarde cuando en el estadio proto-eritraico, sí aparece en proto-eritraico una palabra para 'vaca' (*lo´-). Aunque todavía en este estadio no encontramos términos específicos para actividades ganaderas, apacentado de animales o activades de cultivo. Los pueblos proto-eritraicos posiblemente continuaron con un modo de vida basado en la recolección de grano y otras plantas, si bien debieron desplazarse hacia tierras donde existían ganados salvajes de vacas y eso debió alterar algún aspecto de su modo de vida.
Estas conjeturas sobre la base de evidencias lingüísticas encajan bastante bien con las evidencias arqueológicas encontradas para África nororiental: Los monos salvajes se encontraban entre las montañas del mar Rojo hasta el borde norte del comienzo de las tierras altas de Etiopía, justamente las regiones donde los argumentos de la geografía lingüística sitúan las primeras poblaciones afroasiáticas. En partes de esa misma región, la recolección de plantas silvestres con personas equipadas con herramientas de piedra con filo tuvo lugar algo antes del 13000 a. C. y no hubo cambios sustanciales durante milenios más tarde de esa fecha. Por lo que respecta a los rebaños salvajes de bóvidos estos se expandieron desde la zona circun-mediterránea hasta la zona norte de Etiopía algo después del 11500 a. C. cuando el clima se volvió algo más húmedo en el Sáhara Oriental. Todo esto hace muy probable que los hablantes de proto-afroasiático estuvieran entre estas culturas de recolectores de África Nororiental, tal como el análisis de vocabulario anterior sugiere.

### Segunda fase: Estadio neolítico
La primera evidencia lingüística incontrovertible de la cría de animales domésticos y la aparición de cultivos aparece con la diferenciación del proto-eritraico en diversos grupos (proto-cushítico, proto-chádico, proto-bereber, proto-semita, …). Así para el proto-cushítico se han reconstruido las siguientes palabras:
1. Palabras relacionadas con la ganadería y la agricultura: *pa´r- 'campo cultivado', *mawr- 'corral para ganado', *´ilm- 'ordeñar', *´abr- 'cultivar'.
2. Palabras relacionadas con el cultivo de mijo: *dangawc-/*tl’eff-.

De la misma manera en proto-chádico podemos reconstruir:
1. Palabras relacionadas con cultivos: *mar 'campo de cultivo' y *dəwr 'sorgo'.
2. Palabras relacionadas con la domesticación: *tamk- 'oveja', *nzəl 'carnero' y *bəkr 'cabra'.

Arqueológicamente los primeros movimientos de los pueblos noreritraicos, como los hablantes de proto-chádico, posiblemente coinciden con la expansión de la cultura capsiense del norte del Sahara datadas hacia el 6000 a. C. En cambio, la expansión contemporánea de los hablantes de proto-cushítico a través de la parte norte de las tierras altas de Etiopía, no se conocen datos arqueológicos que la confirme o la contradigan.

### Tercera fase: Estadio protohistórico
Las expansiones ulteriores de los pueblos asociados al proto-boreoafroasiático son más recientes y mejor atestiguadas por la arqueología:
(a) Los hablantes de proto-chádico se supone que entraron en la cuenca del lago Chad hacia el sexto milenio a. C. y durante el quinto milenio los grupos descendientes del proto-chádico se expandieron sobre la enorme extensión que ahora ocupan que van desde el centro del Chad hasta el norte de Nigeria, un territorio ocupado por unas 100 lenguas chádicas.
(b) Las lenguas bereberes, se expandieron a lo largo de tres períodos. El primero durante el tercer milenio, donde llegaron a ocupar las áreas que van desde el centro del Magreb hasta las fronteras del Imperio Medio de Egipto. En un segundo periodo las lenguas bereberes cubrieron amplias zonas de África y dieron lugar a los pueblos bereberes conocidos en tiempos romanos. Por último durante el primer milenio d. C. hubo una última expansión llevada a cabo por los tuaregs, poseedores de camellos, que llegaron hasta el centro del Sáhara.
(c) Las lenguas semíticas se expandieron por Oriente Medio en una fecha indeterminada a partir del 5000 a. C. Desde donde se expandieron hacia el norte, el este y el sur de la península arábiga. Desde la península arábiga (Yemen) emigraron algunos hablantes de lenguas semitas, que dieron lugar a las lenguas semíticas de Etiopía (unas 15 lenguas en total, de las cuales el amhárico, la lengua oficial de Etiopía es seguramente la más conocida), eso sucedió en torno al siglo VI a. C. El otro período de importante expansión de las lenguas semíticas fue en efecto la exportación del árabe a todo el norte de África y Mesopotamia como consecuencia de la expansión de Islam a partir del s. VII d. C.
(d) La historia del Antiguo Egipto es bien conocida a partir de los documentos históricos y su estudio lingüístico comparado tiene la dificultad de que dicha rama consta de una sola lengua testimoniada, por lo que no es posible reconstruir nada comparando diversas lenguas de la rama. La división dialectal posterior de la lengua egipcia en diversos dialectos es posterior a la época de formación de la cultura egipcia por lo que no arroja luz adicional.